# おいしいコーヒーのいれ方
『おいしいコーヒーのいれ方』（おいしいコーヒーのいれかた）は、村山由佳によるライトノベルシリーズ。ジャンプ ジェイ ブックス（集英社）より1994年9月から2020年6月まで、集英社文庫（集英社）より1999年6月から2020年6月までそれぞれ刊行された。シリーズ累計部数は550万部を突破している。

## 概要
主人公の「勝利」といとこの「かれん」、その弟「丈」の同居生活における日常が描かれる。また、村山の過去作「もう一度デジャ・ヴ」および「おいしいコーヒーのいれ方」シリーズ併録の短編作品とは世界観を共有しており、稀に「もう一度デジャ・ヴ」のキャラクターが登場する。
『ジャンプノベル』（集英社）に掲載され、読者アンケートで多くの得票を得る。1994年9月に、1巻の『キスまでの距離』が発売される。当初は単刊の予定だったが、ファンの声にこたえる形でシリーズ化となった。
イラストレーターの交代
イラストはジャンプ ジェイ ブックス版「もう一度デジャ・ヴ」表紙・漫画、「おいしいコーヒーのいれ方」表紙・挿絵をSecond Season IIまで、集英社文庫版「おいしいコーヒーのいれ方」表紙をXまで志田光郷（しだ みさと、旧ペンネームは志田正重（しだ まさえ））が担当している。志田光郷のイラストレーター引退によりSecond Season IIIの連載では挿絵が無く、ジャンプ ジェイ ブックス版Second Season III、文庫版Second Season I以降の表紙・挿絵は結布（ゆう）が担当する。
メディアミックス
- 1997年から2006年にかけて、NHKのラジオドラマ番組『青春アドベンチャー』にてラジオドラマ化されており、かなり長期のシリーズ制作がなされた。詳細については、後述を参照のこと。
- ソニーレコーズ インターナショナルより、本作をイメージしたCD「おいしいコーヒーのいれ方 COFFEE BREAK」が発売されている。
- 『ヤングユー』2001年2月・3月号に架月弥による『キスまでの距離』のコミカライズが前後編で掲載された。
- 青沼裕貴と雀村アオによって再びコミカライズされ、『少年ジャンプ+』（集英社）2019年10月2日から2022年10月12日まで毎週水曜更新で連載された。

## 登場人物
和泉 勝利（いずみ かつとし）
主人公。父が福岡に転勤になったのを機に、花村家の居候となる。物語開始時点では高校二年生だったが、後に大学に進学する。
まだ男子学生であるにもかかわらず、かなりの家事の腕前を持つ。高校、大学共に陸上部に所属している。
一人称は、地の文では「僕」となっているが、台詞では「俺」を使っている。
花村 かれん（はなむら かれん）
ヒロイン。美人だが、かなりのんびりとした性格で、家事も苦手である。勝利の高校に、美術教師として赴任する。
勝利を「ショーリ」と呼ぶ唯一の人物（過去に勝利の母がそう呼んでいたが、現在彼女は他界している）。
花村 丈（はなむら じょう）
かれんの弟。物語開始時点では中学一年。年相応に生意気ながら、割としっかりしているところがある。
マスター
勝利たちが溜まり場にして、後にバイトすることになる喫茶店『風見鶏』のマスター。
髭を生やしているため年を取っているように見えるが、実際は若い。彼がいれるコーヒーは絶品である。
かれんの初恋の人物。名前は藤谷裕明（ふじたに ひろあき）。この苗字は母方の姓で、マスターの祖母と同じ苗字である。
花村 佐恵子
かれん・丈の母であり、勝利の叔母（母の千恵子の妹）。
和泉 正利（いずみ まさとし）
勝利の父。妻の千恵子を亡くしてから、男手一つで勝利を育て上げたが、どこかだらしのない人物。
家事はまるで駄目であり、勝利が家事の腕前が上がったのは半ば父親のせいである。
転勤先の福岡で、勝利の初恋の相手である明子と偶然に再会し、再婚した。
石原 京子（いしはら きょうこ）
丈のガールフレンド。やや気が強いところがある。
中沢 博巳（なかざわ ひろみ）
マスターの後輩で、かれんの同僚の教師。担当は英語。かれんに一目惚れをする。
顔が良く、さわやかな性格で、ライバルである勝利も認める好青年である。スポーツもしており、草野球チームに参加している。
星野 りつ子（ほしの りつこ）
勝利の大学の友人。勝利に恋するようになる。
原田 政志（はらだ まさし）
勝利の陸上部の先輩。ネアンデルタール人などと呼ばれている。粗暴な体育会系でお節介なところもあるが、悪い人間ではない。
森下 裕恵（もりした ひろえ）
勝利が借りているアパートの大家さんの奥さん。
佐藤 若菜（さとう わかな）
勝利が家庭教師をしている、原田先輩の妹。

## 既刊一覧

### 小説
ジャンプ ジェイ ブックス（以下JBと表記）および集英社文庫から刊行
おいしいコーヒーのいれ方
| 巻数 | 作品名         | JB版第1刷発行日 | JB版発売日     | JB版ISBN      | 文庫版第1刷発行日 | 文庫版発売日   | 文庫版ISBN        |
| ---- | -------------- | --------------- | -------------- | ------------- | ----------------- | -------------- | ----------------- |
| I    | キスまでの距離 | 1994年9月7日    | 1994年9月2日   | 4-08-703025-3 | 1999年6月25日     | 1999年6月18日  | 4-08-747059-8     |
| II   | 僕らの夏       | 1996年7月24日   | 1996年7月19日  | 4-08-703049-0 | 2000年6月25日     | 2000年6月20日  | 4-08-747202-7     |
| III  | 彼女の朝       | 1997年10月8日   | 1997年10月3日  | 4-08-703064-4 | 2001年6月25日     | 2001年6月20日  | 4-08-747330-9     |
| IV   | 雪の降る音     | 1999年4月7日    | 1999年4月2日   | 4-08-703079-2 | 2002年11月25日    | 2002年11月20日 | 4-08-747508-5     |
| V    | 緑の午後       | 2000年12月30日  | 2000年12月25日 | 4-08-703100-4 | 2003年6月25日     | 2003年6月20日  | 4-08-747586-7     |
| VI   | 遠い背中       | 2002年3月27日   | 2002年3月22日  | 4-08-703113-6 | 2004年6月25日     | 2004年6月18日  | 4-08-747705-3     |
| VII  | 坂の途中       | 2003年5月30日   | 2003年5月26日  | 4-08-703128-4 | 2005年6月25日     | 2005年6月17日  | 4-08-747827-0     |
| VIII | 優しい秘密     | 2004年5月29日   | 2004年5月24日  | 4-08-703140-3 | 2006年6月30日     | 2006年6月28日  | 4-08-746047-9     |
| IX   | 聞きたい言葉   | 2005年5月31日   | 2005年5月30日  | 4-08-703155-1 | 2007年6月30日     | 2007年6月28日  | 978-4-08-746165-7 |
| X    | 夢のあとさき   | 2006年5月31日   | 2006年5月26日  | 4-08-703169-1 | 2008年6月30日     | 2008年6月26日  | 978-4-08-746303-3 |

おいしいコーヒーのいれ方 Second Season
| 巻数 | 作品名                                | JB版第1刷発行日 | JB版発売日     | JB版ISBN          | 文庫版第1刷発行日 | 文庫版発売日  | 文庫版ISBN        |
| ---- | ------------------------------------- | --------------- | -------------- | ----------------- | ----------------- | ------------- | ----------------- |
| I    | 蜂蜜色の瞳                            | 2007年5月30日   | 2007年5月26日  | 978-4-08-703179-9 | 2009年6月30日     | 2009年6月26日 | 978-4-08-746442-9 |
| II   | 明日の約束                            | 2008年5月30日   | 2008年5月26日  | 978-4-08-703192-8 |                   | 2010年6月25日 | 978-4-08-746575-4 |
| III  | 消せない告白                          | 2009年5月31日   | 2009年5月29日  | 978-4-08-703203-1 | 2011年6月30日     | 2011年6月28日 | 978-4-08-746706-2 |
| IV   | 凍える月                              | 2010年5月31日   | 2010年5月31日  | 978-4-08-703224-6 | 2011年6月30日     | 2011年6月28日 | 978-4-08-746707-9 |
| V    | 雲の果て                              | 2011年6月25日   | 2011年6月20日  | 978-4-08-703248-2 | 2012年6月30日     | 2012年6月26日 | 978-4-08-746841-0 |
| VI   | 彼方の声                              | 2011年12月20日  | 2011年12月15日 | 978-4-08-703256-7 |                   | 2012年6月26日 | 978-4-08-746842-7 |
| VII  | 記憶の海                              | 2012年6月30日   | 2012年6月26日  | 978-4-08-703263-5 | 2013年6月30日     | 2013年6月26日 | 978-4-08-745082-8 |
| VIII | 地図のない旅                          | 2013年6月30日   | 2013年6月26日  | 978-4-08-703284-0 |                   | 2014年6月25日 | 978-4-08-745198-6 |
| Ⅸ    | ありふれた祈り                        | 2020年6月24日   | 2020年6月19日  | 978-4-08-703497-4 |                   | 2020年6月19日 | 978-4-08-744123-9 |
| AS   | （アナザーストーリー） てのひらの未来 | 2022年5月25日   | 2022年5月20日  | 978-4-08-703522-3 |                   | 2022年5月20日 | 978-4-08-744382-0 |

### コミカライズ
- 村山由佳（原作） / 青沼裕貴（作画） / 雀村アオ（構成） / 結布（装画・挿画） 『おいしいコーヒーのいれ方』 集英社〈ジャンプコミックス+〉、全12巻
  1. 「LET IT BE」2020年1月4日発売[43]、ISBN 978-4-08-882184-9
  2. 「STAND BY ME I」2020年4月3日発売[44]、ISBN 978-4-08-882257-0
  3. 「STAND BY ME II」2020年6月19日発売[45]、ISBN 978-4-08-882340-9
  4. 「HEARTACHE TONIGHTTONIGHT」2020年9月4日発売[46]、ISBN 978-4-08-882409-3
  5. 「DON'T THINK TWICE」2020年12月4日発売[47]、ISBN 978-4-08-882522-9
  6. 「WITHOUT YOU」2021年2月4日発売[48]、ISBN 978-4-08-882552-6
  7. 「LOVE ME TOMORROW」2021年4月2日発売[49]、ISBN 978-4-08-882597-7
  8. 「WE'VE ONLY JUST BEGUN」2021年8月4日発売[50]、ISBN 978-4-08-882718-6
  9. 「GOOD FOR YOU」2021年12月3日発売[51]、ISBN 978-4-08-882799-5
  10. 「DOES YOUR MOTHER KNOW」2022年5月2日発売[52]、ISBN 978-4-08-883019-3
  11. 「HONESTY」2022年9月2日発売[53]、ISBN 978-4-08-883210-4
  12. 「MORE THAN WORDS」2022年12月2日発売[54]、ISBN 978-4-08-883301-9

### 関連書籍
- 『もう一度デジャ・ヴ』 集英社〈ジャンプ ジェイ ブックス〉、1993年6月4日発売、ISBN 4-08-703009-1
  1. 集英社文庫版（1998年2月20日発売[55]）、ISBN 4-08-748515-3
- 『志田光郷画集「ANGELS」』 プライムライン発行、2006年5月1日発売、ISBN 4-99-027577-2

## ラジオドラマ
NHKのラジオドラマ番組『青春アドベンチャー』にてラジオドラマ化されているがCD化はされていない。
なお、青春アドベンチャーでのラジオドラマは2006年12月の年内最後の放送までに第一部最終巻「夢のあとさき」までの残り全てがラジオドラマ化、オンエアされた。なお、ラジオドラマの内容は、文庫化の前に製作されている都合上ジャンプ ジェイ ブックス版準拠であり、文庫化の際変更された、表現・設定などは考慮されていない。

### キャスト
- 和泉勝利：内田健介
- 花村かれん：長谷川真弓
- 花村丈：大野雅一
- マスター：大高洋夫
- 星野りつ子：太刀川亞希
- 中沢博巳：宮川一朗太
- 原田政志：丸茂太郎
- 和泉政利：加賀谷純一
- 花村佐恵子：高林由紀子
- 大塚明子：佐藤友紀
- 岡村由里子：西山水木
- 石原京子：佐々木瑶子
- 佐藤若菜：石川菜月

### スタッフ
- 原作：村山由佳、脚色：佐藤ひろみ、音楽：梶本芳孝

| シリーズ | 副題                     | 演出     | 技術             | 音響効果           | ラジオドラマ | 小説       |
| -------- | ------------------------ | -------- | ---------------- | ------------------ | ------------ | ---------- |
| I        | キスまでの距離           | 千葉守   | 小倉善二         | 平塚清             | 1997年1月    | 1994年9月  |
| II       | 僕らの夏                 | 千葉守   | 小倉善二         | 平塚清             | 1997年1月    | 1996年7月  |
| III      | 彼女の朝                 | 千葉守   | 小倉善二         | 太田岳二           | 1997年12月   | 1997年10月 |
| IV       | 雪の降る音               | 平位敦   | 小倉善二         | 西ノ宮金之助       | 1999年7月    | 1999年4月  |
| V        | 緑の午後                 | 千葉守   | 星野勇一         | 菅野秀典           | 2001年2月    | 2000年12月 |
| VI       | 遠い背中                 | 大久保篤 | 糸林薫、金子泰三 | 日下英介、米田達也 | 2002年10月   | 2002年3月  |
| VII      | 坂の途中                 | 真銅健嗣 | 糸林薫           | 山田正幸           | 2003年11月   | 2003年5月  |
| －       | メモリーズ ※I〜VII総集編 | 大久保篤 | 浜中邦基         | 和田尚也           | 2006年11月   | －         |
| VIII     | 優しい秘密               | 大久保篤 | 浜中邦基         | 米本満             | 2006年12月   | 2004年5月  |
| IX       | 聞きたい言葉             | 大久保篤 | 浜中邦基         | 米本満             | 2006年12月   | 2005年5月  |
| X        | 夢のあとさき             | 大久保篤 | 浜中邦基         | 米本満             | 2006年12月   | 2006年5月  |